# Love Metal
Love Metal este album înregistrat de HIM.

## Track list
1. "Buried Alive By Love" – 5:01
2. "The Funeral of Hearts" – 4:30
3. "Beyond Redemption" – 4:28
4. "Sweet Pandemonium" – 5:46
5. "Soul on Fire" – 4:00
6. "The Sacrament" – 4:32
7. "This Fortress of Tears" – 5:47
8. "Circle of Fear" – 5:27
9. "Endless Dark" – 5:35
10. "The Path" – 7:44
11. "Love's Requiem" * – 8:36
12. "The Funeral of Hearts (Video)" – 3:40